# Étienne Truteau
Pour les articles homonymes, voir Truteau.
 (novembre 2011).
Si vous disposez d'ouvrages ou d'articles de référence ou si vous connaissez des sites web de qualité traitant du thème abordé ici, merci de compléter l'article en donnant les références utiles à sa vérifiabilité et en les liant à la section « Notes et références ».
Étienne Truteau est un pionnier de la Nouvelle-France et l'ancêtre patronymique des Truteau et Trudeau d'Amérique.
Artisan de la colonisation et du développement de Montréal, Longueuil et Saint-Lambert, témoin actif de l'édification des premières institutions, ce maître-charpentier fut également un milicien, à l'époque où les soldats étaient peu nombreux à assurer la défense du Canada.
Dans la plupart des arbres généalogiques québécois, on retrouve Étienne Truteau et son épouse Adrienne Barbier.

## Biographie
Né à La Rochelle (France), le 8 juin 1641, Étienne Truteau est baptisé le 15 septembre suivant, en la chapelle Sainte-Marguerite de la paroisse Notre-Dame-de-Cougnes. Ses parents, François Truteau, un maître maçon et tailleur de pierres, et Catherine Matinier habitaient alors rue Notre-Dame, à l'Échelle de la Couronne. Si le couple Truteau-Matinier a accueilli six autres garçons, Étienne est le seul à avoir émigré au Canada.
Le 2 juillet 1659, le jeune charpentier de 18 ans Étienne Truteau quitte sa ville natale avec la centaine de colons embarqués sur le navire le Saint André,  qui vogue vers la Nouvelle-France. Il a été engagé pour trois ans par les Sulpiciens qui deviendront les seigneurs de l'Île de Montréal en 1663.
Arrivé à Québec le 7 septembre 1659 après une rude traversée, Étienne Truteau a probablement rejoint Ville-Marie en barque le 29 suivant en compagnie de Marguerite Bourgeoys,. Le 6 mai 1662, raconte François Dollier de Casson, Étienne Truteau, Mathurin Rouillé et Mathurin Langevin dit Lacroix s'illustrent héroïquement dans un combat contre 50 Iroquois, qui eut lieu à la Ferme Sainte-Marie des Sulpiciens. En janvier 1663, Étienne Truteau est enrôlé dans la sixième des 20 escouades que compose la Milice de la Sainte-Famille levée par le gouverneur Paul Chomedey de Maisonneuve pour assurer la défense de Montréal contre les Iroquois. La sixième escouade, qui compte six miliciens, est dirigée par le caporal Gilbert Barbier dit Minime (1617-1693), un maître-charpentier originaire de Decize en Nivernais. Outre Étienne Truteau, l'escouade réunit Jean Desroches dit Desrochers (habitant), Nicolas Godé dit Lamontagne (charpentier), Paul Benoît dit Livernois (maître charpentier), Pierre Papin (défricheur) et François Bailly dit Lafleur (maître-maçon).

### Pionnier de Montréal, de Longueuil et de Saint-Lambert - Citadin et campagnard
Libéré de son engagement à l'automne 1662, dès lors Étienne Truteau s’établit à son compte comme maître-charpentier, travaillant à l'occasion avec d'autres artisans dont Gilbert Barbier, Gilles de Vennes ou Nicolas Godé. En 1663, il achète un premier terrain sur la Côte Saint-Joseph, au bord de la commune de Ville-Marie, à l’ouest de la porte de Lachine (rue McGill) où il résidera 25 ans. Par la suite, cette fois dans l'enceinte de la ville il acquerra d'autres propriétés tout en exploitant des terres sur la Rive-Sud du Saint-Laurent, dans les seigneuries de Longueuil . et de La Prairie..
En 1671, le charpentier occupe une terre de 60 arpents au bord du Saint-Laurent à Longueuil. Ainsi qu'il avait coutume de procéder pour s'assurer du sérieux de ses censitaires, le seigneur Charles Le Moyne de Longueuil ne ratifiera la concession à Truteau que le 12 mars 1675. Sa vie durant, Étienne Truteau saura si bien mettre en valeur et augmenter ce bien rural qu'à son décès il couvrira 280 arpents presque autant que la superficie du domaine seigneurial. À la fin du XVIIe siècle, il exploita une autre terre au lieu-dit Mouillepied, dans la seigneurie de La Prairie, devenu aujourd'hui la ville de Saint-Lambert. Mesurant 4 arpents de front sur le Saint-Laurent sur 20 dans la profondeur des terres, ce patrimoine acquis en 1686 des héritiers de Pierre Foubert sera augmenté de deux arpents voisins sur la même profondeur en 1691. En 1693, il en cédera une moitié à son fils aîné Étienne Truto et le reste en 1698 à son quatrième fils Toussaint.
Le grand nombre de contrats qui concernent Étienne Truteau  montrent qu'il a été sa vie durant actif à pratiquer son métier de charpentier-menuisier et charron, et ce dans la grande région de Montréal. Étienne Truteau est décédé à Montréal, le 22 juillet 1712. Sa femme Adrienne Barbier lui a survécu jusque vers 1721.

### Famille et descendance[15]
Le 10 janvier 1667, Étienne Truteau épouse une canadienne née à Montréal, Adrienne Barbier (1652-v.1721), fille de Gilbert Barbier, dit Le Minime, et de Catherine de La Vaux. Le couple Barbier-Truteau aura quatorze enfants dont une fille unique. Onze d'entre eux assureront la descendance ancestrale.
Parfois désigné Trudeau, Étienne Truteau a généré une descendance innombrable si bien qu'il se retrouve dans la plupart des arbres généalogiques du continent américain. Parmi les descendants qui ont laissé leur marque en Amérique, on compte son troisième fils François Trudeau (1673-1739) qui, sur le modèle paternel, devint maître-charpentier; il partit en Louisiane française rejoindre Jean-Baptiste Le Moyne de Bienville afin de fonder Mobile (1702) et la Nouvelle-Orléans (1718),. Dans la lignée de François Trudeau, on retrouve plusieurs personnalités : Zénon Trudeau, lieutenant-gouverneur de la Haute-Louisiane à Saint-Louis, Charles Laveau Trudeau, arpenteur-général de la Louisiane, James de Berty Trudeau, médecin, artiste, militaire sudiste et ami de Jean-Jacques Audubon, puis son fils le Dr Edward Livingston Trudeau (en) fondateur du Trudeau's Institute de Saranac Lake et aussi dans cette lignée le caricaturiste Garry Trudeau.
Parmi les descendants d'Étienne Truteau, plusieurs furent des explorateurs et firent le trafic des fourrures avec les autochtones. Ce faisant, ils explorèrent de nouveaux territoires qui deviendront le Canada et les États-Unis que nous connaissons aujourd'hui. À ce titre, l'on se doit de mentionner plus particulièrement l'enseignant, explorateur et trafiquant de fourrures, Jean-Baptiste Truteau qui nous laissa son Journal de voyage sur le Haut Missouri et que l'on compte parmi les pionniers de Saint-Louis, Missouri et son premier instituteur.
D'autres descendants d'Étienne Truteau ont marqué l'histoire du Canada et des États-Unis que ce soit par leur engagement politique, socio-économique, scientifique et artistique : le pharmacien diariste Denys-Romuald Trudeau (1802-1888), les premiers ministres du Canada Pierre Elliott Trudeau (1919-2000) et Justin Trudeau (né en 1971, fils du précédent), le sculpteur Yves Trudeau, la comédienne Catherine Trudeau ou la musicienne Martha Trudeau (1862-1919), fondatrice du Beethoven's Club de Memphis au Tennessee.

## Lieux de mémoire

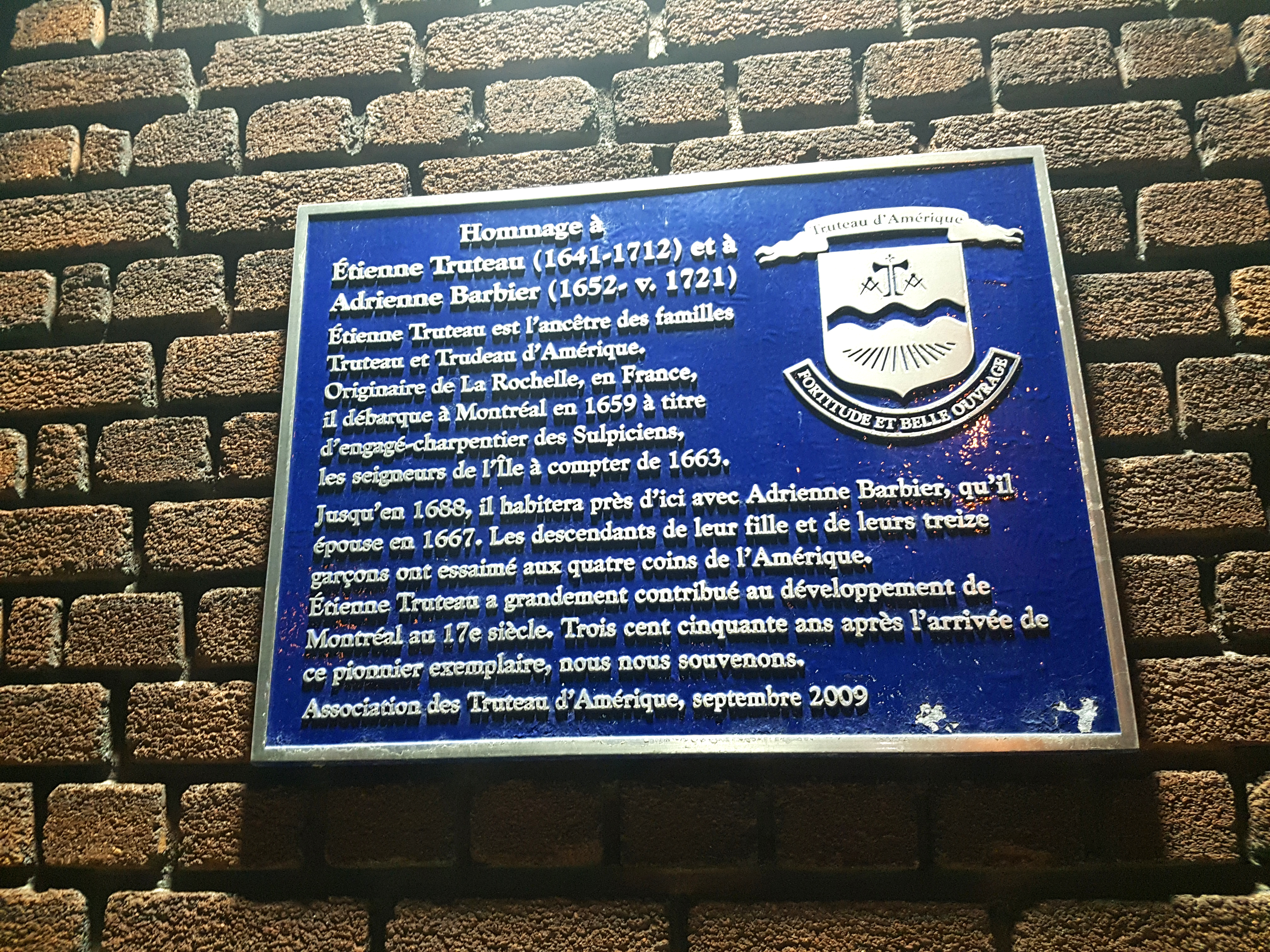
Plaque en hommage aux ancêtres Étienne Truteau et Adrienne Barbier.

- Montréal (Québec), Canada, Plaque en hommage aux ancêtres Étienne Truteau et Adrienne Barbier
- Longueuil (Québec), Canada, Plaque en hommage à Étienne Truteau sur sa concession de Longueuil.
- Montréal (Québec), Canada, rue Saint-André. Une plaque rappelait autrefois un combat qui eut lieu à la Ferme Sainte-Marie. On pouvait y lire le texte suivant : " Ici Truteau, Roulier et Langevin-Lacroix résistèrent à 50 Iroquois, 6 mai 1662[27]". La plaque apposée en 1912 se trouvait sur une maison de la rue Saint-André, à l'angle nord-ouest de la rue Lagauchetière. On sait maintenant que ce combat se déroula plus à l'est, à l'est de l'actuelle rue Iberville, là où se trouvait en 1662, la Ferme Sainte-Marie des Sulpiciens[28]. Cette plaque étant disparue, le 1er octobre 2016, l'Association des Truteau d'Amérique a dévoilé au site du combat du 6 mai 1662 contre les Iroquois une plaque en hommage aux pionniers qui s'illustrèrent lors de l'événement :  Étienne Truteau, Mathurin Rouillé et Mathurin Lacroix dit Langevin. Plaque du combat du 6 mai 1662 à Montréal.

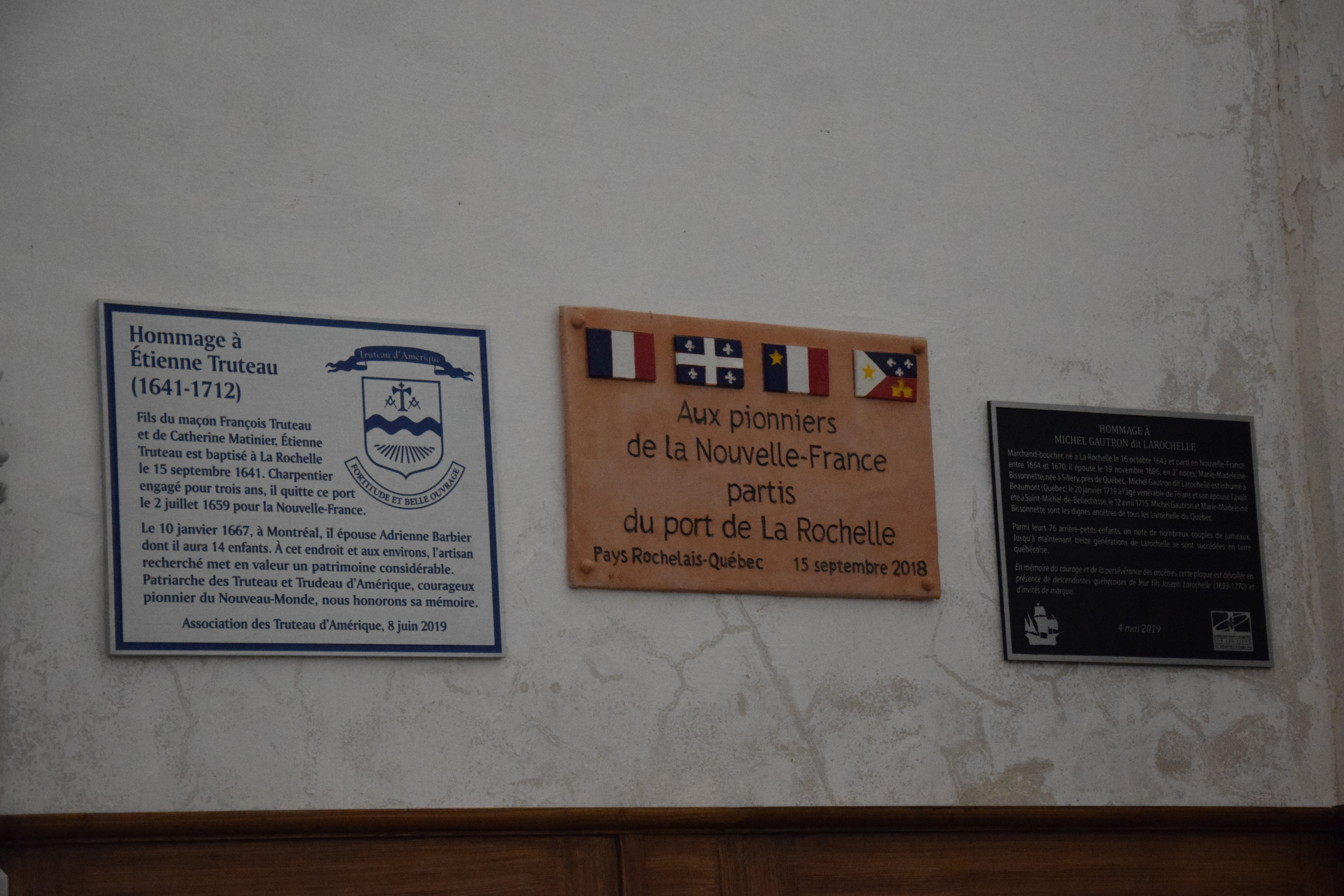
Plaque dans l'église Saint-Sauveur de La Rochelle.

Le 8 juin 2019, une plaque en hommage à Étienne Truteau a aussi été dévoilée par l'Association des Truteau d'Amérique à La Rochelle au Mémorial des pionniers de la Nouvelle-France partis de ce port, en l'église Saint-Sauveur.

## Toponymie
Le pionnier Étienne Truteau est honoré dans la toponymie du Québec à :
- Longueuil (Québec), Canada, Parc Étienne-Truteau
- Notre-Dame-de-l'Île Perrot (Québec), Canada, rue Étienne-Trudeau
- Saint-Lambert (Québec), Canada, avenue Étienne-Truteau

## Sources
- François Dollier de Casson, Histoire de Montréal 1640-1672, Collection Mémoires, Les Éditions Balzac, Candiac, 1992, 227 pages.
- G.-Robert Gareau, Premiers Longueuillois -  Côte d'en bas et Côte d'en haut, Société d'histoire de Longueuil, Longueuil, 2007, 179 pages.
- La Charpente, le bulletin de l''Association des Truteau d'Amérique